# 久視
久視（きゅうし）は、武周の武則天の治世に使用された元号。700年 - 701年。

## 西暦・干支との対照表
| 久視 | 元年  | 2年   |
| 西暦 | 700年 | 701年 |
| 干支 | 庚子  | 辛丑  |